# Bactrocera calumniata
Bactrocera calumniata är en tvåvingeart som först beskrevs av Hardy 1970.  Bactrocera calumniata ingår i släktet Bactrocera och familjen borrflugor. Inga underarter finns listade.